# Mohamed Chakor
Mohamed Chakor (Tetuán, protectorado español de Marruecos, España, 27 de diciembre de 1937, Madrid 4 de agosto de 2017) fue un escritor, periodista y director de diferentes medios de comunicación de Marruecos en tiempos del rey Hassán II. Fue uno de los fundadores de la Asociación de Escritores Marroquíes en Lengua Española (AEMLE).

## Biográfica
Mohamed Chakor nació en Tetuán, entonces Protectorado español. Obtuvo las licenciaturas de Periodismo y Relaciones Internacionales en Madrid. Director de Programación y Producción Árabe y Francesa y de la Cadena Internacional de la Televisión Pública de Marruecos en Rabat, y dirigió el semanario Marruecos. Director de la Oficina Internacional de la Agencia Magreb Árabe de Prensa (MAP) en España.

## Distinciones
- Premio de la Asociación de Periodistas y Escritores Árabes en España (Club Internacional de Prensa).
- Homenaje, a su trayectoria humanística e intelectual, Casa Árabe-Madrid.